# Khazari
Khazarii, hazarii sau cazarii (în ebraică sing. "Kuzari" כוזרי plur. "Kuzarim" כוזרים; în turcă sing. "Hazar" plur. Hazarlar; în rusă Хазары; în tătară sing. Xäzär plur. Xäzärlär; în limba tătară crimeeană: sing. Hazar, plural Hazarlar; în greacă Χαζάροι/Χάζαροι; în arabă خزر; în persanăخزر; în latină "Gazari" or "Cosri"), au fost un popor turcic seminomad, cu ascendență scită, din Asia Centrală a cărui majoritate s-a convertit la iudaism. Numele khazar pare a fi legat de o formă a unui verb turcic care înseamnă „a umbla” (gezer în limba turcă modernă).
În secolul al VII-lea au creat un haganat independent în nordul Caucazului, de-a lungul Mării Caspice, unde, în timp, iudaismul a devenit religia de stat. La apogeul statalității lor, khazarii și popoarele subordonate, care le plăteau tribut, controlau mare parte din ceea ce reprezintă azi sudul Rusiei, vestul Kazahstanului, estul Ucrainei, Azerbaijanul, mari porțiuni ale Caucazului (incluzând Daghestanul, Georgia) și Crimeea.
După mijlocul secolului XIII khazarii nu mai sunt menționați în izvoarele istorice. În sprijinul descendenței sale turcice pledează aproximativ 60 de nume proprii și titluri khazare păstrate (de exemplu: Tängri, hagam sau kagan, tarkan) etc.), diverse inscripții vechi turcice, cu caractere pseudorunice, atribuite khazarilor și descoperite în zona Donului și în sudul Caucazului, precum și în monumentul de limbă cunoscut sub denumirea „Corespondența khazară”, datat însă ulterior secolului al XII-lea. Această corespondență a fost purtată, se pare, în anii 954-960 de Hasdai ibn Șaprut (sau Hisdai ben Șafrut) - ministru de externe, al comerțului și medic curant al lui Abd ar-Rahman al III-lea (912-961), califul de Córdoba - cu hanul khazar Iosif⁠(d).
Mai multe etnii s-au revendicat a fi succesoarele khazarilor medievali: evreii buhari, kazahii, cazacii de pe Don, krymceacii⁠(en)[traduceți] vorbitori de limbă turcică și karaiții crimeeni⁠(en)[traduceți], ceangăii din Moldova, evreii caucazieni, subotnicii⁠(en)[traduceți] și altele. Cu toate acestea, teoriile care prezintă o origine khazară a acestor etnii nu sunt susținute științific.

## Istorie și origini
Istoria timpurie a acestui popor, vag cunoscută, a suscitat diverse ipoteze. În prezent, majoritatea cercetătorilor tind să creadă că teritoriul inițial de locuire al khazarilor trebuie căutat in Imperiul heftalit (hunii albi), în Asia Centrală, întemeiat în jurul anului 400 d.Hr., în zona din sudul Lacului Aral. Câteva decenii mai târziu, probabil în perioada domniei regelui Kawad I al Persiei (488-531), khazarii ating Caucazul, unde se asociază probabil tribului turcic al sabirilor („turcii siberieni”). Denumirea akațir menționată de cronicari bizantini, pentru un grup etnic din federația hunilor, este probabil o adaptare a denumirii akhazar („khazar alb”).
După distrugerea hanatului heftalit de către împăratul bizantin Iustinian I (527-565) în jurul anului 560, khazarii se deplasează spre vest, stabilindu-se pe teritoriul actualului Daghestan. Principalele centre de putere se aflau în Balangar pe Sulak și în Samandar, în zona Terek. Aici intră în uniune cu o serie de triburi turcice „kök” (sau „gök”), adică turcii albaștri, și cu alanii (supranumiți așii ori iașii, grup etno-lingvistic iranic, scito-sarmat), iar în 567 recunosc supremația unui han turcic din dinastia Așina, de origine alană. După încheierea războiului persano-bizantin, în urma păcii încheiate în anul 628, khazarii continuă confruntările armate cu popoarele învecinate și ocupă temporar, în anii următori, părți din Armenia și Iberia, stat cunoscut în prezent sub denumirea Georgia.
După prăbușirea hanatului „kök türk” în anul 630 și scindarea sa în diverse formațiuni statale, hazarii preiau conducerea politică în teritoriile din vest, pe cursul mijlociu și inferior al fluviului Volga. Ulterior, conducătorii hazari își asumă titlul de kagan, fapt atestat în 652.
După respingerea atacurilor arabe în anii 652-653, khazarii își consolidează puterea în zona Caucazului și, profitând de slăbirea Imperiului Bizantin, confruntat permanent cu atacurile arabe, își extind zona de influență până în zona Peninsulei Crimeea, la Marea Neagră. În fața pericolului comun reprezentat de atacurile arabilor, khazarii își ameliorează relațiile politice cu Bizanțul și participă alături de bizantini la diferite campanii împotriva arabilor. Expresia relațiilor bune între cele două părți este confirmată în 695, când, expulzat fiind, împăratul bizantin Iustinian al II-lea (685-695, 705-711) se stabilește în Khazaria și se căsătorește cu fiica hanului, botezată apoi cu numele Teodora. Respingerea noului val de atacuri arabe, întreprinse în anii 722 -723, ocazie cu care a fost distrus Balangar, capitala hanatului khazar, a dus la strângerea raporturilor bizantino-khazare. Aceste relații au fost consolidate și mai mult în anii următori prin căsătoria, în anul 732, a viitorului împărat bizantin Constantin al V-lea (741-775) cu fiica hanului khazar, Tzitzak, în turca hazară probabil Çiçek („Florica”), devenită împărăteasa Bizanțului, cunoscută sub numele de botez Irina.

## Khazarii și religia iudaică
Din textul corespondenței purtată de Hasdai ibn Șaprut cu hanul khazar Iosif reiese că trecerea la iudaism a hazarilor s-a petrecut în jurul anului 740, fiind inițiată de hanul Bulan. Potrivit cronicarului Mas'udi, convertirea la iudaism a hazarilor s-a petrecut însă în timpul califului Harun al-Rașid (786-809), la cumpăna secolelor VIII-IX. Referindu-se la acest eveniment, Dimasqi afirmă: „Ei (hazarii) sunt formați din două clase: din războinici, care sunt musulmani, și din evrei, care sunt supuși. Înainte, asemenea turcilor, ei nu aveau o religie, dar, potrivit lui Ibn al Adir, după ce conducătorii de la Constantinopole au alungat, în timpul lui Harun al-Rașid, evreii din imperiul lor, aceștia s-au stabilit în țara khazarilor, unde au găsit oameni înțelegători. Ei le-au oferit religia lor khazarilor, pe care aceștia au găsit-o mai convingătoare decât aceea pe care ei o practicau și au preluat-o”. Vechea cutumă hazară a execuției publice a liderului care suferea o înfrângere (și care deci nu se mai bucura de favorurile zeilor) a jucat probabil un rol major la optarea păturii conducătoare pentru convertirea la religia mozaică.
Stabilirea cu exactitate a numărului khazarilor convertiți la iudaism nu este posibilă. Sigur este doar faptul că alături de han și de aristocrația tribală, un procentaj însemnat al populației khazare a adoptat iudaismul. Au existat însă și khazari creștini. Potrivit cronicarului Ibn al-Gauzi, oștile khazare care au invadat Armenia în 799-800 erau de peste 100.000 luptători. O influență majoră în stabilizarea iudaismului în rândul khazarilor au exercitat-o evreii din Crimeea, ale căror comunități au luat ființă în peninsulă după revolta lui Bar-Kohba din anii 132-135 d.Hr.

## Khazarii și triburile maghiare
În cursul secolului al IX-lea Khazaria cuprindea în interiorul hotarelor sale diverse popoare, printre care se numărau și triburile ungurilor. Relațiile dintre cele două popoare nu au fost totdeauna optime, hanul khazar văzându-se silit uneori să recurgă la ajutorul bizantinilor, cum a fost probabil cazul în 838, pentru a respinge atacurile ungurilor.
Durata apartenenței ungurilor la hanatul khazar este controversată, aprecierile oscilând între câțiva ani și câteva secole. Influența khazară asupra ungurilor trebuie să fi fost însă majoră, din moment ce inițiativa numirii lui Árpád la conducerea uniunii de triburi maghiare se datorează khazarilor. În urma unei revolte eșuate împotriva hanului, trei triburi hazare, cunoscute sub denumirea de kavari (în cronici „cowar”-i), li s-au alăturat ungurilor. Atacați de pecenegi și bulgari, ungurii, împreună cu cele trei triburi khazare, abandonează în anul 896 regiunea Etelköz) din nord-vestul Mării Negre, traversează regiunea galițiană-ucraineană a Munților Carpați și se stabilesc pe valea Tisei mijlocii. Izvoarele istorice ulterioare amintesc că la „descălecatul” lor în Crișana ungurii au avut un conflict cu ducele Menumorut din Bihor și că în populația locală exista un grup etnic „cozar”. Cronicarul Anonymus notează în „Gesta Hungarorum”: „...et terram illam habitarent gentes, qui dicuntur Cozar”). Acei "cozari" erau probabil o ramură locală a khazarilor.

## Apogeul Imperiului Khazar
Secolele IX-X reprezintă o epocă de prosperitate economică, hazarii participând activ la comerțul dintre Europa de Nord și teritoriile de la Marea Neagră, de la Marea Caspică și din Caucaz. Această prosperitate se reflectă și în construcția cetății hazare Sarkel, de la cotul Donului, denumită de ruși Belaia Veza (Cetatea Albă), ridicată în 833 de bizantinul Petronas. Din această perioadă datează o serie de colonii hazare stabilite din diverse motive în diferite așezări rusești, de-a lungul principalelor căi comerciale. Partea de jos a orașului Kiev era denumită în această perioadă prin etnonimul "Kozarî", ai cărui locuitori instruiți i-au propus principelui kievean Vladimir I (980-1015) trecerea la iudaism. Însuși toponimul Kiev este probabil de origine hazară. Numărul comunităților iudaice din statul kievean rus a crescut și datorită imigrării evreilor originari din Imperiul Bizantin, în timpul împăratului Romanos I Lakapenos (920-924), din cauza persecuțiilor la care au fost supuși.
În cadrul unui proces istoric, care debutează spre mijlocul secolului al IX-lea și se termină în primele decenii ale celui următor, rolul hanului începe să fie limitat, acesta rezumându-se doar la exercitarea unor atribuții sacrale, funcțiile de conducător militar și politic fiind preluate de un beg (sau bek, bey). Concomitent, se intensifică procesul de aservire și destrămare a păturii războinicilor hazari. Atacurile susținute ale alanilor, oguzilor și ale „bulgarilor negri”, la care, uneori, au participat și trupe bizantine sau kievene, au dus treptat la slăbirea și, în cele din urmă, la destrămarea Imperiului Hazar.

## Etno-geografie
Din veacul al X-lea până spre mijlocul secolului al XIII-lea sunt amintite comunități hazare în Kiev, în Tmutorokan (sau Tmutorakan, Tmutarakan), în Peninsula Taman, în teritoriile de pe Volga, stepele din Kuban, litoralul de nord al Mării Caspice în preajma Astrahanului precum și în Caucaz. Devastarea așezărilor din Rusia Kieveană, inclusiv a capitalei Kiev, în timpul invaziei mongole din 1239, urmată de nesiguranța drumurilor comerciale din această zonă geografică au determinat emigrarea masivă a comunităților iudaice spre Regatul Poloniei.
Diverși cercetători, în frunte cu cei din prima parte a sec. XX, ca Mihail I. Artamonov (fondatorul hazarologiei, șef al sitului arheologic dedicat excavării resturilor fortăreței hazare Sarkel), Douglas M. Dunlop și Abraham N. Poliak; popularizați de Arthur Köstler (în lucrarea sa Al treisprezecelea trib), consideră că o parte importantă a evreilor vest-europeni, așa-numiții așkenazi (sensul nou nemți; sensul vechi, antic sciți, Saka) - denumiți de turcologii din Turcia musevî türkler, adică turcii mozaici -, sunt descendenții comunităților khazarilor evrei. În lucrarea lui Köstler se subliniază că khazarii „și-au ales acestă religie (mozaică) în anul 740, deși nu avuseseră nimic în comun” cu evreii. Autorul și autorii citați de el afirmă despre khazari că sunt „turcomani din stepele scitice”. Această identificare reprezintă obiectul unei îndelungate controverse istorice. (Vezi și comunitățile caraite.) Uneori secuii ardeleni, în special cei care fac parte din neamul (clanul) Abraham, sau așa zișii koromza (busurmani sau "kalizok") au fost de asemenea asociați cu khazarii.